# Boutigny-sur-Essonne
Boutigny-sur-Essonne è un comune francese di 3 158 abitanti situato nel dipartimento dell'Essonne nella regione dell'Île-de-France.

## Società

### Evoluzione demografica
Abitanti censiti